# Gus Johnson

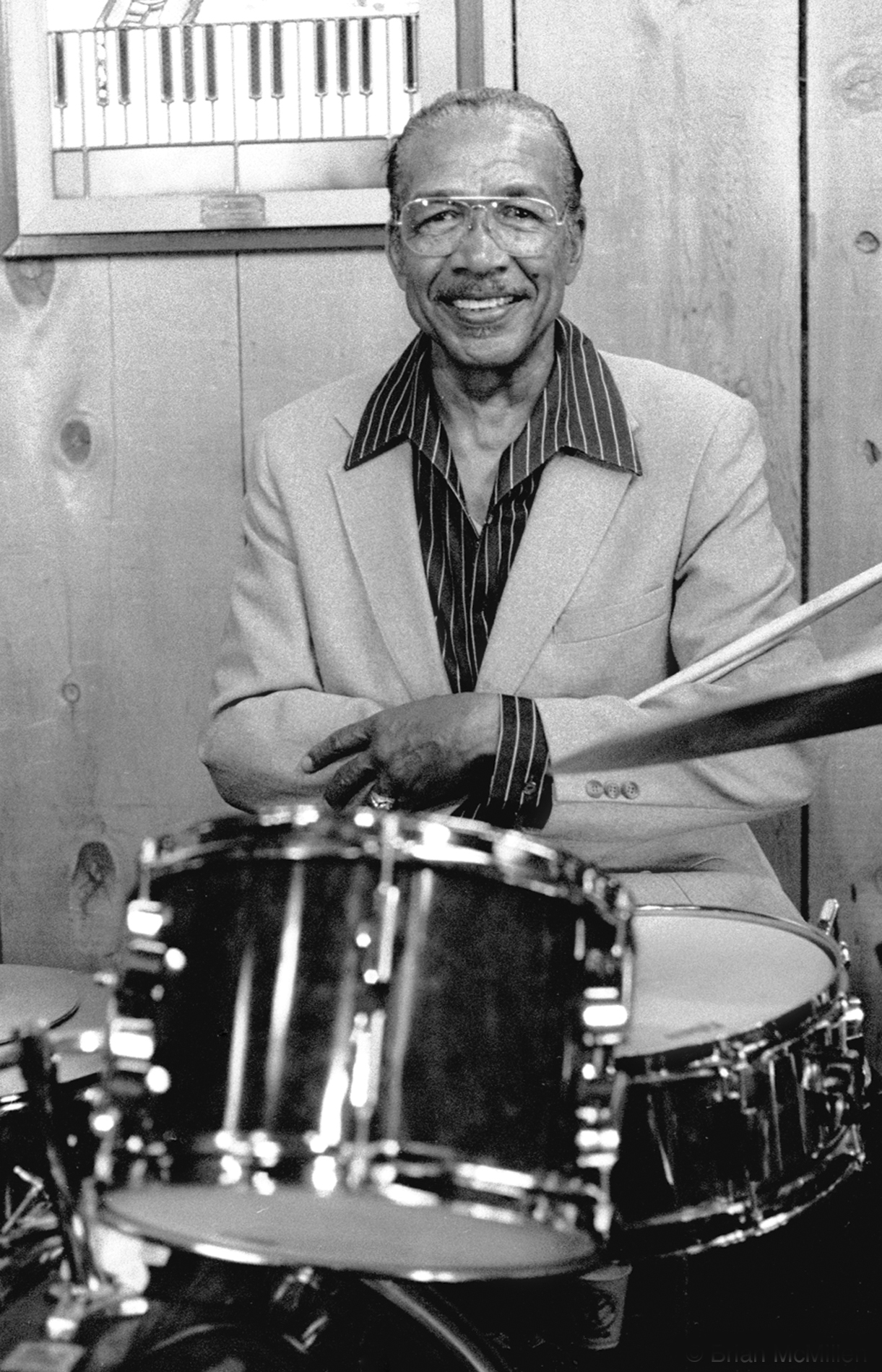
Gus Johnson

Gus Johnson (Tyler, 15 november 1913 – Westminster, 6 februari 2000) was een Amerikaanse jazzdrummer.

## Loopbaan
Johnson begon op de piano, daarna ging hij ook aan de slag met de contrabas en drums. Hij speelde bij de McDavid's Blue Rhythm Boys en leidde na highschool een zanggroep, de Four Rhythm Aces. Midden jaren dertig werkte hij bij Jo Jones en Speck Redd. In 1938 werd hij lid van de band van Jay McShann, waar toentertijd ook Charlie Parker actief was. Met McShann nam hij ook op, als pianist. 
Na de oorlog speelde hij met onder met Eddie "Cleanhead" Vinson, Earl Hines en Cootie Williams. In 1949 ging hij bij Count Basie werken, eerst in diens combo, daarna ook bij zijn nieuwe orkest. Verder in de jaren vijftig begeleidde hij Lena Horne en Ella Fitzgerald en was hij lid van de bands van Lester Young, Buck Clayton (1955-1957), Zoot Sims en Woody Herman (1959). In die jaren speelde hij mee op opnames van onder meer Paul Quinichette, Manny Albam, Joe Newman, Frank Foster, Kenny Burrell, Charlie Byrd, Phil Woods, Herb Ellis en Willie Dixon. 
Begin jaren zestig was hij lid van enkele groepen van baritonsaxofonist Gerry Mulligan, waaronder diens kwartet. Midden jaren zestig werkte hij in het trio van Ella Fitzgerald. In dat decennium speelde en/of nam hij op met bijvoorbeeld Al Cohn, Coleman Hawkins, Willis "Gator" Jackson, Zoot Sims, Buddy Tate en Johnny Hodges. In 1969 werd hij lid van de World's Greatest Jazz Band van Yank Lawson en Bob Haggart, waar hij tot 1974 speelde. Daarna ging hij met pensioen in Denver, maar hij speelde nog wel af en toe. Zo speelde hij mee bij opnames van Count Basie (in 1979) en Peanuts Hucko (1983). Zijn laatste concert was in 1990 in Bern, met McShann, Ralph Sutton en Milt Hinton.
Johnson is ook te horen op opnames van Mahalia Jackson, Billie Holiday, Rosemary Clooney, Dinah Washington, Lionel Hampton, Stan Getz en Piano Red.